# Urawa Red Diamonds 2006
Questa voce raccoglie le informazioni riguardanti gli Urawa Red Diamonds nelle competizioni ufficiali della stagione 2006.

## Stagione
Nel 2006 gli Urawa Red Diamonds centrarono l'accoppiata campionato-coppa nazionale in una stagione in cui si trovarono a competere con il Gamba Osaka su tutti i fronti: dopo aver ingaggiato una lotta serrata per il primo posto nel corso del girone di ritorno del campionato, i Red Diamonds presero il largo ottenendo il loro primo titolo nazionale come squadra professionista. Al termine della stagione i Red Diamonds, dopo essere stati eliminati dalla Coppa di Lega per mano del Kawasaki Frontale, conquistarono la coppa nazionale prevalendo di misura sul Gamba Osaka

## Maglie e sponsor
Vengono confermate le divise della stagione precedente, prodotte dalla Nike e sponsorizzate dalla Vodafone.
| Manica sinistra · Maglietta · Maglietta · Manica destra · Pantaloncini · Calzettoni |

## Rosa
| N. |                     | Ruolo | Calciatore            |
| -- | ------------------- | ----- | --------------------- |
| 1  | Giappone (bandiera) | P     | Norihiro Yamagishi    |
| 2  | Giappone (bandiera) | D     | Keisuke Tsuboi        |
| 3  | Giappone (bandiera) | C     | Hajime Hosogai        |
| 4  | Giappone (bandiera) | D     | Marcus Tulio Tanaka   |
| 5  | Brasile (bandiera)  | D     | Nenê                  |
| 6  | Giappone (bandiera) | D     | Nobuhisa Yamada       |
| 7  | Giappone (bandiera) | C     | Tomoyuki Sakai        |
| 8  | Giappone (bandiera) | C     | Alessandro dos Santos |
| 9  | Giappone (bandiera) | A     | Yūichirō Nagai        |
| 10 | Brasile (bandiera)  | C     | Robson Ponte          |
| 11 | Giappone (bandiera) | A     | Tatsuya Tanaka        |
| 12 | Giappone (bandiera) | A     | Teruaki Kurobe        |
| 13 | Giappone (bandiera) | C     | Keita Suzuki          |
| 14 | Giappone (bandiera) | D     | Tadaaki Hirakawa      |
| 15 | Giappone (bandiera) | C     | Toru Chishima         |
| 16 | Giappone (bandiera) | C     | Takahito Sōma         |
| 17 | Giappone (bandiera) | C     | Makoto Hasebe         |
| 18 | Giappone (bandiera) | C     | Shinji Ono            |

| N. |                     | Ruolo | Calciatore            |
| -- | ------------------- | ----- | --------------------- |
| 19 | Giappone (bandiera) | D     | Hideki Uchidate       |
| 20 | Giappone (bandiera) | D     | Satoru Horinouchi     |
| 21 | Brasile (bandiera)  | A     | Washington            |
| 22 | Giappone (bandiera) | C     | Shunsuke Oyama        |
| 23 | Giappone (bandiera) | P     | Ryōta Tsuzuki         |
| 24 | Giappone (bandiera) | D     | Tetsushi Kondo        |
| 25 | Giappone (bandiera) | C     | Takafumi Akahoshi     |
| 26 | Giappone (bandiera) | D     | Yuzo Minami           |
| 27 | Giappone (bandiera) | A     | Takuya Yokoyama       |
| 28 | Giappone (bandiera) | P     | Nobuhiro Kato         |
| 29 | Giappone (bandiera) | C     | Shōta Arai            |
| 30 | Giappone (bandiera) | A     | Masayuki Okano        |
| 31 | Giappone (bandiera) | A     | Yuya Nakamura         |
| 32 | Giappone (bandiera) | A     | Junki Koike           |
| 33 | Giappone (bandiera) | D     | Kazuya Sakamoto       |
| 34 | Giappone (bandiera) | A     | Sergio Ariel Escudero |
| 35 | Giappone (bandiera) | D     | Yoshiya Nishizawa     |
| 36 | Giappone (bandiera) | D     | Shunsuke Tsutsumi     |

## Statistiche

### Statistiche di squadra
| Competizione           | Punti | Totale | Totale | Totale | Totale | Totale | Totale | DR  |
| Competizione           | Punti | G      | V      | N      | P      | Gf     | Gs     | DR  |
| ---------------------- | ----- | ------ | ------ | ------ | ------ | ------ | ------ | --- |
| J. League Division 1   | 72    | 34     | 22     | 6      | 6      | 67     | 26     | +41 |
| Coppa Yamazaki Nabisco | -     | 2      | 1      | 0      | 1      | 5      | 5      | 0   |
| Coppa dell'Imperatore  | -     | 5      | 4      | 1      | 0      | 14     | 4      | +10 |
| Totale                 |       | 41     | 27     | 7      | 7      | 86     | 36     | +50 |